# Günter Bernard
Günter Bernard (Schweinfurt, 4 novembre 1939) è un ex calciatore tedesco occidentale, di ruolo portiere.

## Carriera
Con la maglia del Werder Brema vinse la Bundesliga nel 1965.

## Palmarès

### Club

#### Competizioni nazionali
- Campionato tedesco: 1

Werder Brema: 1964-1965